# France 3 Provence-Alpes
 (juillet 2011).
Si vous disposez d'ouvrages ou d'articles de référence ou si vous connaissez des sites web de qualité traitant du thème abordé ici, merci de compléter l'article en donnant les références utiles à sa vérifiabilité et en les liant à la section « Notes et références ».
« France 3 Méditerranée » redirige ici.  Pour l'antenne régionale de la Côte d'Azur, voir France 3 Côte d'Azur.
France 3 Provence-Alpes est l'une des vingt-quatre antennes métropolitaines de proximité de France Télévisions, émettant sur la région Provence-Alpes-Côte d'Azur et basée à Marseille.

## Histoire de la chaine
Le 20 septembre 1954 est inaugurée la station marseillaise de télévision de la R.T.F., Télé Marseille-Provence qui diffuse ses programmes en décrochage du programme national de la R.T.F. La première émission de la télévision régionale, Provence Magazine, était diffusée à partir du 2 octobre tous les samedis à 13 heures pendant une demi-heure et abordait les sujets les plus variés sur un ton tantôt léger, tantôt sérieux.
De 1958 à 1962, la station réalise pour le réseau national un dimanche sur quatre, en alternance avec Télé-Lille, Télé-Lyon et Télé-Strasbourg, la série « Dimanche en France », initiée par Jean d'Arcy, le Directeur de la télévision de la R.T.F. Ces émissions sont réalisées en film, en noir et blanc, alternativement par Max Leclerc ou par Charles Paolini et diffusées de 12 h 30 à 13 heures,,,,,. Cette tranche horaire a été reprise par Paris pour diffuser Discorama.
Le 29 novembre 1963, Alain Peyrefitte, ministre de l'information, inaugure Provence Actualités, la nouvelle formule du journal télévisé régional diffusée chaque jour de 19 h 25 à 19 h 40. Cette nouvelle formule est destinée à présenter chaque soir l'actualité et le visage de la région à ses téléspectateurs et officieusement à rétablir l’équilibre avec la presse régionale jugée hostile au gouvernement gaulliste. À partir de cet instant, l’information occupe une place prépondérante dans les programmes régionaux par rapport à la production artistique à la suite de la transformation des stations régionales en Centres d’Actualités Télévisés (CAT). 
Le Centre d’Actualités Télévisés de la Brague à Antibes lance son premier journal télévisé local pour la région de Nice en février 1964 en décrochage de la station marseillaise et Télé-Marseille devient O.R.T.F. Télévision Marseille Provence le 27 juin.
La création en 1972 d'une troisième chaîne nationale et interrégionale par l'O.R.T.F., s’appuyant largement sur les relais techniques et rédactionnels de ses stations régionales, entraîne l’installation à Marseille d'un des plus importants centres de production lourde destiné à produire des émissions pour le nouveau canal de l'Office, comme la première saison de l'émission enfantine de Christophe Izard, l'Île aux enfants, de 1974 à 1975.
À la suite de l'éclatement de l'O.R.T.F. le 31 décembre 1972 et de la création de la nouvelle société nationale de programme France-Régions 3 responsable de toutes les chaînes de radio et de télévision régionales, la station est rebaptisée FR3 Provence-Alpes-Côte d'Azur-Corse dès le 6 janvier 1975 lorsque les programmes régionaux passent de la deuxième à la troisième chaîne. 
La loi de réforme de l'audiovisuel de 1982 donne son autonomie au Centre d’Actualités Télévisés d'Ajaccio et la chaîne devient alors FR3 Provence-Alpes-Côte d'Azur.
À partir du 5 septembre 1983, le programme régional est diffusé en soirée de 17 h 00 à 19 h 55 et la publicité sur l'antenne régionale est autorisée par la Haute Autorité de la communication audiovisuelle en 1984.
La station change son nom en FR3 Méditerranée à l'occasion du changement d'habillage de FR3 le 6 mai 1986. 
L'information régionale est diffusée tous les jours de 19 h 10 à 19 h 30 dans le cadre du 19/20 dès 1990. 
Avec la création de France Télévision le 7 septembre 1992, FR3 Méditerranée devient France 3 Méditerranée.
Fin 2009, la direction régionale de France 3 Méditerranée couvrait 6 départements et comptait deux rédactions régionales (Marseille et Antibes), trois éditions locales (Marseille, Nice et Toulon), sept bureaux permanents et une unité régionale de production. Depuis le 4 janvier 2010, une nouvelle organisation de France 3 a été mise en place dans le cadre de l'entreprise unique. L’un des changements majeurs pour France 3 est la suppression de ses 13 directions régionales remplacées par quatre pôles de gouvernance (Nord-Est, Nord-Ouest, Sud-Ouest et Sud-est) localisés dans quatre grandes villes de France, celui du Sud-Est ayant été attribué à Marseille. Les régions sont redécoupées en 24 antennes dites de proximité. Le bureau régional d'information d'Antibes cesse de dépendre de Marseille, qui a perdu son rôle de direction régionale, pour devenir autonome. France 3 Méditerranée se scinde alors en deux antennes de proximité : France 3 Provence-Alpes et France 3 Côte d'Azur.

## Identité visuelle
Le 29 janvier 2018, France 3 dévoile le nouveau logo pour la région et locale Provence-Alpes, qui a été mise à l'antenne depuis le 29 janvier 2018.

### Identité visuelle (logo)

Logo de l'O.R.T.F. Télévision Marseille Provence du 27 juin 1964 au 5 janvier 1975.
Logo de FR3 Provence-Alpes-Côte d'Azur-Corse du 6 janvier 1975 au 15 décembre 1982.
Logo de FR3 Provence-Alpes-Côte d'Azur-Corse du 6 mai 1986 au 22 novembre 1987.
Logo de France 3 Méditerranée du 7 septembre 1992 au 6 janvier 2002.
Logo de France 3 Méditerranée du 7 janvier 2002 au 6 avril 2008.
Logo de France 3 Méditerranée du 7 avril 2008 au 3 janvier 2010.
Logo de France 3 Provence-Alpes du 4 janvier 2010 au 28 janvier 2018.
Logo de France 3 Provence-Alpes depuis le 29 janvier 2018.

## Slogans
- 1992-2001 : « France 3, la télé qui prend son temps »
- 2001-2010 : « France 3, de près, on se comprend mieux »[11]
- 2010-2011 : « France 3, avec vous, à chaque instant »
- 2011-2012 : « Entre nous, on se dit tout »
- 2012-2013 : « Vous êtes au bon endroit »
- 2013 : « Depuis 40 ans, vous êtes au bon endroit »
- Novembre 2013 : « Nos régions nous inspirent, nos régions vous inspirent »
- Septembre 2018 : « Sur France 3, vous êtes au bon endroit »

## Organisation

### Mission
La mission des antennes régionales de France 3 est de produire de l’information et des programmes de proximité sur tous les supports de diffusion. 

### Siège et bureaux permanents

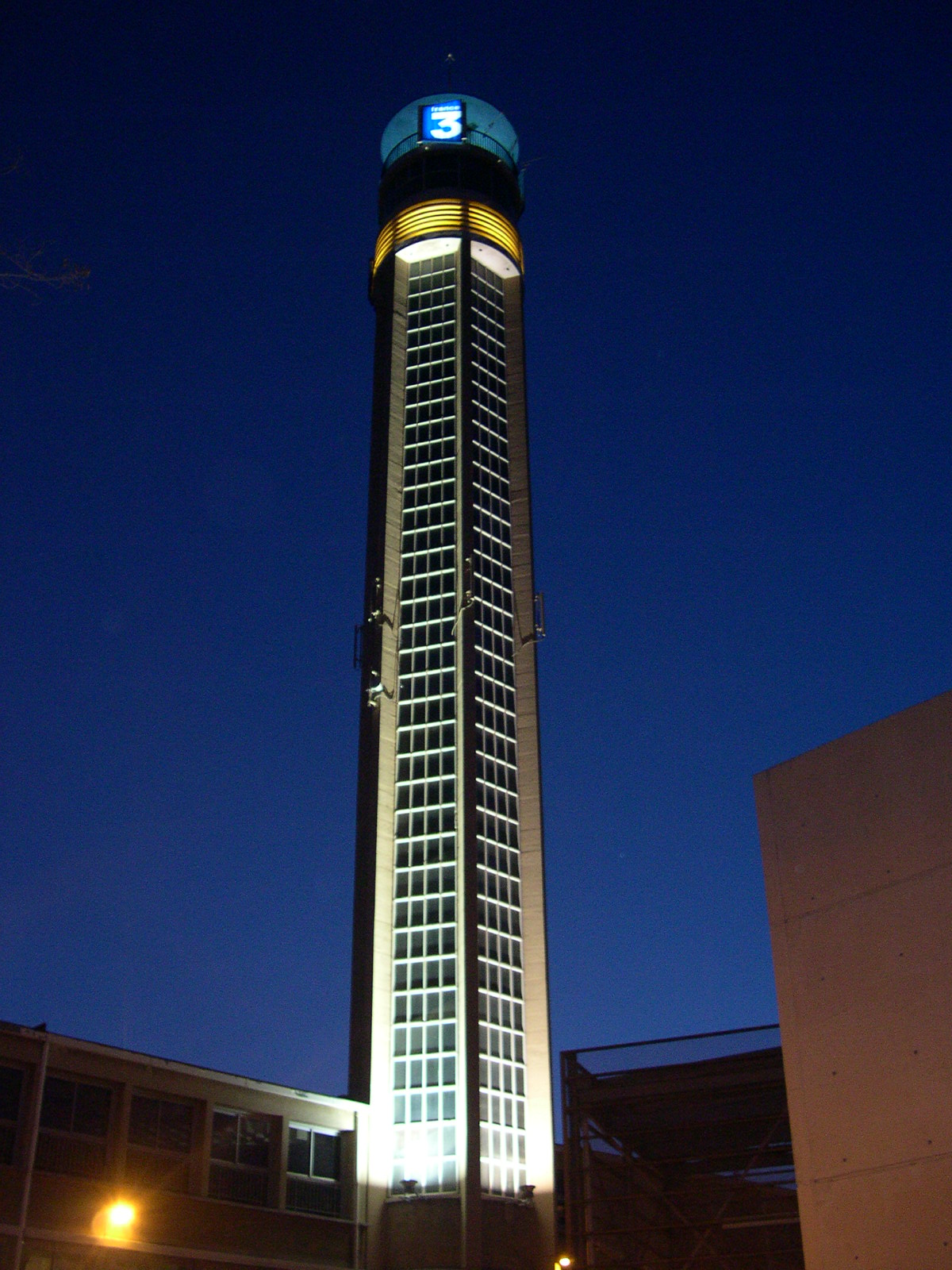
Tour de France 3 Provence-Alpes à Marseille.

Le siège de France 3 Provence-Alpes est situé au 2 Allée Ray-Grassi à Marseille, dans le Parc Chanot (à proximité du Stade Vélodrome). La station de Marseille est l'une des rares à posséder une tour, intégrée à ses locaux. La Tour France 3, construite en même temps que le bâtiment était exploitée à l'époque comme émetteur et relais. Certains plans de la ville sont parfois filmés du haut de cette dernière.
La chaîne régionale réalise deux éditions de proximité : "Marseille Métropole" et "Toulon Var". Une rédaction est installée dans les locaux du Parc Chanot à Marseille et l'autre à Toulon. La rédaction régionale de France 3 Provence-Alpes dispose aussi d'équipes de journalistes installés dans les bureaux d'information de proximité à Digne-les-Bains, Gap, Avignon et Arles.

## Émissions régionales

### Anciennes émissions
- C'est mieux le matin : émission à 10 h 25 produite par Christophe Chassaigne et présentée par Maud de Bohan puis Frédéric Soulié, le lundi, mardi, jeudi, vendredi.
- Sports 3 Med : magazine sportif sur le sport en Provence-Alpes-Côte d'Azur diffusé tous les dimanches de 11 h 55 à 12 h 20.
- 7' Minutes : émission diffusée à 18 h 42 interview des personnes qui font la région Provence-Alpes-Côte d'Azur. Voix off : Muriel Gensse.
- La Cuisine d'à Côté : recettes de grands chefs régionaux le samedi à 17 h 15, présenté par Frédéric Soulié.
- Midi 3 puis Midi Méditerranée : magazine quotidien présenté par Jean-François Guégano puis Jean-Paul Merlin ; la direction artistique était assurée par Jean-Pierre Belmon[12] ; plusieurs producteurs se relayaient dont André Abbe, Jean-Pierre Belmon, Eric Dehorter.
- Saveurs du Sud : rendez-vous culinaire présenté par Carine Aigon et Nadia Gabrillargues, le samedi à 10 h 30.
- Soir 3 Provence-Alpes : l'actualité régionale tout en images diffusée chaque jour à 22 h 45 arrêté en août 2019 et remplacé par le 23 h de france.tv sur la chaîne franceinfo.

### Journaux télévisés
- 12/13 Provence-Alpes : toute l'actualité régionale diffusée chaque jour de 12 h 00 à 12 h 30.
- 19/20 Provence-Alpes : toute l'actualité régionale diffusée chaque jour de 19 h 00 à 19 h 15.
- Vaqui-Info : l'actualité régionale en langue d'Oc diffusée le lundi à 12 h 15.

Diffusion d'éditions locales :
- 19/20 Marseille : toute l'actualité de Marseille diffusée chaque jour à 19 h 15.
- 19/20 Var : toute l'actualité du Var diffusée chaque jour à 19 h 15.

## Diffusion
France 3 Provence-Alpes est diffusée sur tous les émetteurs TNT de la région Provence-Alpes et cela depuis le passage définitif au numérique terrestre le 5 juillet 2011. Elle couvre les Bouches-du-Rhône, le Vaucluse, les Hautes-Alpes et les Alpes-de-Haute-Provence. La chaîne est aussi diffusée par satellite via Canalsat et Fransat, par câble sur Numericable à Marseille et par la majorité des bouquets ADSL.